# ختيعة

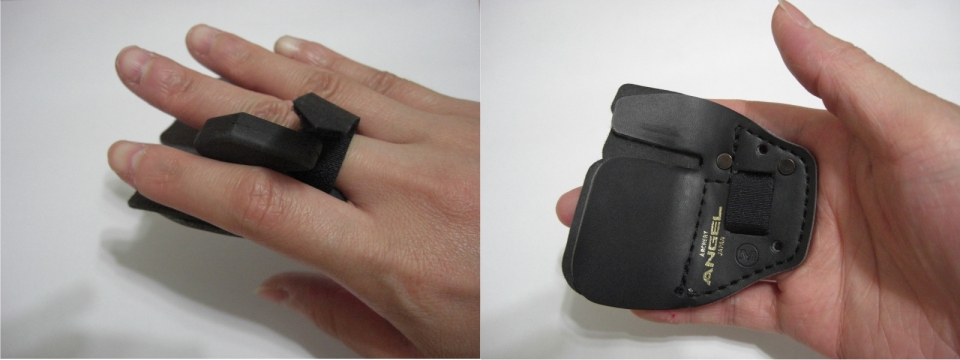
الختيعة ملبوسة في اليد اليمنى.

الخَتِيْعَة (الجمع: خِتَاع) أو واقية اليد هي قطعة جلد صغيرة، يستخدمها رامي السهام في تغطية أصابعه.